# Miles Gordon Technology Sam Coupé
Miles Gordon Technology Sam Coupé (Sam Coupé) је био кућни рачунар фирме MGT (Miles Gordon Technology) који је почео да се производи у Уједињеном Краљевству од 1989. године.
Користио је Zilog Z80B (компатибилан са i8080 и Z80) као микропроцесор. RAM меморија рачунара је имала капацитет од 256 kb или 512 kb на плочи (зависно од модела), и до 4Mb са спољним додацима (4,5 Mb укупно).
Као оперативни систем коришћен је SamDOS, CP/M опционо.

## Детаљни подаци
Детаљнији подаци о рачунару Sam Coupé су дати у табели испод.
|                       | |
| [ 1 ]                 | |
| Произвођач            | |
| Тип                   | кућни рачунар |
| Меморија              | 256 или 512 на плочи (зависно од модела), и до 4Mb са спољним додацима (4,5 Mb укупно) |
| Поријекло             | Уједињено Краљевство |
| Година                | 1989 |
| Тастатура             | тастатура са пуним помаком тастера, 72 тастера, Reset тастер |
| Процесор              | |
| Фреквенција процесора | 6MHz без приказа на екрану, 4.5 са приказом на екрану |
| RAM                   | 256 или 512 на плочи (зависно од модела), и до 4Mb са спољним додацима (4,5 Mb укупно) |
| ROM                   | 32 (BASIC, BIOS + диск ) |
| Текст                 | 32 x 24, 85 x 24 |
| Графика               | 256 x 192, 512 x 192 |
| Боја                  | 128 боја |
| Звук                  | Philips SAA1099 звучни чип, 6 канала стерео FM синтеза, 8 октава, 2 генератора шума, 2 генератора енвелопе, дигитално-аналогни претварач, дигитални излаз, брзина узимања узорака (семпловање) 15,6 kHz. уграђени MIDI интерфејс (in, out, through) |
| Димензије             | 2,26 |
| Портови               | |
| Оперативни систем     | опционо |